# Keteleeria davidiana
Keteleeria davidiana (ex C.E.Bertrand) Beissn., 1891 è una conifera sempreverde originaria di Taiwan e della Cina sudorientale, diffusa nelle province di Gansu, Guangxi, Guizhou, Hubei, Hunan, Shaanxi, Sichuan e Yunnan. Si può trovare anche nella parte più settentrionale del Vietnam. Si trova ad altitudini comprese tra 200 e 1500 m. A differenza delle altre due specie del genere Keteleeria, predilige il clima continentale.
L'albero raggiunge i 40-50 m di altezza, sviluppando una chioma oblata irregolare. La corteccia squamosa varia dal marrone opaco al grigio scuro, tendente al nero. Le foglie aghiformi sono lunghe 2-6,4 cm e larghe 3,6-4,2 mm.